# Lignocerinska kiselina
Lignocerinska kiselina (tetrakozanoinska kiselina) je zasićena masna kiselina sa formulom . Ona je prisutna u katranu, raznim cerebrozidima, i u malim količinama u većini prirodnih masti. Masne kiseline iz kikirikijevog ulja sadrže male količine lignocerinske kiseline (1,1% – 2,2%). Ova masna kiselina je takođe nusproizvod proizvodnje lignina.
Redukcijom lignocerinske kiseline formira se lignocerilni alkohol.